# Хировский Симеоновский монастырь
Хировский Симеоновский монастырь (Монастырь Хирова; рум. Mănăstirea Hirova, ранее Хировский или Чуровский Николаевский скит) — женский монастырь Кишинёвской епархии Русской православной церкви в селе Николаевка Оргеевского района Молдавии.

## История
Обитель основана в 1805 года митрополитом Вениамином (Костаки) на месте сгоревшего в 1803 году мужского скита. Одной из основательниц была монахиня Пелагия, сестра Молдавского митрополита Гавриила (Калилимаки). В ските была построена деревянная церковь во имя святителя Николая Чудотворца, вместо которой в 1836 году построили каменную с тем же посвящением. В 1865 году построена зимняя церковь в честь Сретения Господня. В межвоенный период в монастыре проживало более 190 монахинь.
В 1959 году монастырь закрыт советскими властями, но монахини оставались в своих домах и работали в колхозе. Церкви использовались как склады зерна и материалов. В 1988—1990 годах Николаевская церковь отремонтирована и в феврале 1990 года она была вновь открыта. В 1997 году восстановлена роспись храма.